# 惠宪钧
惠宪钧（1932年—），原清华大学党委副书记、清华大学革命委员会副主任、清华大学总务长。文革期间，与刘冰、柳一安、吕方正联名给毛泽东写信反映清华问题。

## 生平
1947年参加中国人民解放军第四野战军第八纵队独立团，解放天津后转业到天津公安局。
1951年调到中央警卫团，文革前任中国人民解放军卫戍第一师第四团作战股股长，后升任师作战科科长。
1968年7月27日“清华大学百日大武斗”后留在清华大学，作为警卫部队负责人组织警卫工作。期间目睹彭真、贺龙被批斗，参与了罗瑞卿跳楼抢救工作，思想上发生了很大变化：“虽然我对于毛主席没有任何可以怀疑的，但我总感到国家搞得这么乱，那么多老同志都被挨斗、下台，非常不理解。”
后和刘冰、柳一安、吕方正两次联名给毛泽东写信，表达对清华大学主要领导迟群和谢静宜的不满。第一封信由吕方正起草，其他人讨论修改，惠宪钧递送。第二封信由刘冰起草，委托教育部李琦通过邓小平办公室递送。
1975年11月3日下午，吴德到清华大学口头传达毛泽东让清华大学就联名信进行辩论的指示精神，后被评为“投降派”和惠宪钧等四人被批斗。11月18日，在清华大学、北京大学的万人大会上，正式公布毛泽东对联名信所作的批评。
文革结束后递交了调回部队的申请，后在清华大学新任领导刘达的要求下，留校继续工作。
曾在迟群的审判会上做证人发言。

## 扩展阅读
赋闲十年再试身手 胡耀邦科学院“百日维新”